# (5664) Eugster
(5664) Eugster est un astéroïde de la ceinture principale.

## Description
(5664) Eugster est un astéroïde de la ceinture principale. Il fut découvert le 6 mars 1981 à Siding Spring par Schelte J. Bus. Il présente une orbite caractérisée par un demi-grand axe de 2,37 UA, une excentricité de 0,14 et une inclinaison de 5,8° par rapport à l'écliptique.

## Compléments